# Guvernul Armand Călinescu

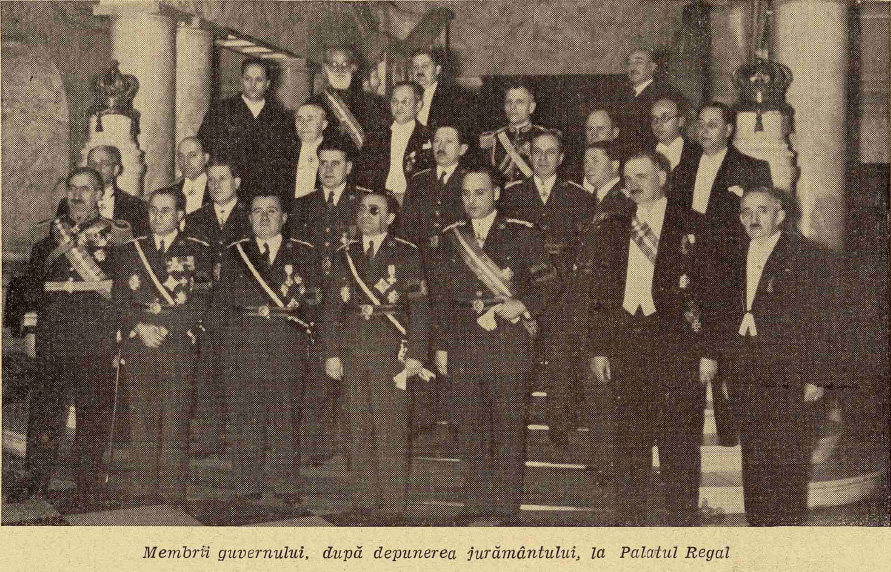
Guvernul Armand Călinescu

Guvernul Armand Călinescu a fost un consiliu de miniștri care a guvernat România în perioada 7 martie - 21 septembrie 1939.

## Componența
- Președintele Consiliului de Miniștri

Armand Călinescu (7 martie - 21 septembrie 1939)
- Ministru de interne

Armand Călinescu (7 martie - 21 septembrie 1939)
- Ministrul de externe

Grigore Gafencu (7 martie - 21 septembrie 1939)
- Ministrul finanțelor

Mitiță Constantinescu (7 martie - 21 septembrie 1939)
- Ministrul justiției

Victor Iamandi (7 martie - 21 septembrie 1939)
- Ministrul apărării naționale

ad-int. Armand Călinescu (7 martie - 21 septembrie 1939)
- Ministrul aerului și marinei

General Paul Teodorescu (7 martie - 21 septembrie 1939)
- Ministrul înzestrării armatei

Victor Slăvescu (7 martie - 21 septembrie 1939)
- Ministrul economiei naționale

Ion Bujoiu (7 martie - 21 septembrie 1939)
- Ministrul agriculturii și domeniilor

Nicolae Cornățeanu (7 martie - 21 septembrie 1939)
- Ministrul educației naționale

Petre Andrei (7 martie - 21 septembrie 1939)
- Ministrul cultelor și artelor

Nicolae Zigre (7 martie - 21 septembrie 1939)
- Ministrul muncii

Mihail Ralea (7 martie - 21 septembrie 1939)
- Ministrul sănătății și asistenței sociale

General dr. Nicolae Marinescu (7 martie - 21 septembrie 1939)
- Ministrul lucrărilor publice și comunicațiilor

Mihail Ghelmegeanu (7 martie - 21 septembrie 1939)
- Ministru de stat, pentru Minorități

Silviu Dragomir (7 martie - 21 septembrie 1939)

## Sursa
- Stelian Neagoe - "Istoria guvernelor României de la începuturi - 1859 până în zilele noastre - 1995" (Ed. Machiavelli, București, 1995)

| Precedat(ă) de: Guvernul Miron Cristea (3) | Guvernul Armand Călinescu 7 martie - 21 septembrie 1939 | Succedat(ă) de: Guvernul Gheorghe Argeșanu |